# Active electronically scanned array
En active electronically scanned array (akronym AESA, men også set kaldet Active Electronically Steered Arrays) er et antal radioantenner samlet i en gruppe og styret elektronisk.
Hver enkelt radioantenne har et tilhørende sende/modtage-modul (kort TRM, TR fra engelsk transmit/receive-module), hvilket gør hver radioantenne i stand til at sende og modtage radiosignaler uafhængigt af de øvrige antenner i gruppen.
Kampflys AESA har typisk 1.000 til 2.000 små radioantenner monteret på en rund skive i spidsen af flyet.
Sende/modtage-modulerne (og dermed radioantennernes radiosignaler) er forbundet til en computer. Derved kan software beregne hvilke signalfaser og amplituder hvert enkelt sende/modtage-modul skal have, for at rette en konstruktiv interferens radiostråle ud fra AESA-systemet, mod en bestemt retning. Effekten af denne konstruktive interferens er, at AESA-systemet opfører sig som én radioantenne med stor retningsforstærkning, under både udsendelse og modtagelse af radiosignaler.
Da gruppen af radioantenner bliver styret elektronisk, kan radiostrålens retning ændres meget hurtigt (indenfor en vis vandret og lodret vinkel i forhold til AESA-pladen), uden at flytte AESA-systemet .
Tidligere radarantenner blev mekanisk rettet mod målet. Derved blev flyet “blind” for alle andre end den fjende, man ville holde øje med. Man kunne også scanne himlen, med risiko for at miste et bestemt fly af syne. AESA-radarer kan allokere en vis procentdel af radarelementerne til at følge et bestemt mål, samtidigt med at de andre radarelementer scanner himlen for andre trusler.
(AESA-systemet er anderledes end en passive electronically scanned array (PESA), i hvilken alle antenner er forbundet til én enkelt radiosender og én enkelt radiomodtager via faseskiftere under computerstyring.)
AESAs hovedanvendelse er med radar, og disse kendes som active phased array radar (akronym APAR).
AESAen er mere avanceret, sofistikeret og er anden generation af den originale PESA fasede radioantennegruppe teknologi. (PESAs kan kun udsende én radiostråle ad gangen.) AESAen kan udsende flere radiobølgestråler samtidigt. AESA-radarer kan sprede deres signaludsendelse over et bredere frekvensinterval, hvilket gør dem meget sværere af opdage, hvilket tillader skibe og luftfartøjer at udstråle radarsignaler, men alligevel være svære at opdage.
Udover AESAs anvendelse til radar, kan AESA også anvendes til højhastighedskommunikation.